# Saïd Hadjazi
Saïd Hadjazi, né le 19 février 1961, est un joueur international et entraîneur algérien de handball.

## Palmarès de joueur

### En club
- Vainqueur de la Coupe d'Algérie en 1988
- Vainqueur de la Coupe d'Afrique des vainqueurs de coupes en 1989 (avec IRB Alger)

### Équipe nationale d'Algérie
- Finaliste du Championnat du monde militaire 1986

## Palmarès d'entraîneur

### En club
US Biskra
- Vainqueur du Championnat d'Algérie en 2003-2004 [1]
- Finaliste de la Coupe d'Algérie en 2003
- 3e place du Championnat arabe des clubs champions en 2004

 Al Salibikhaet SC
- Vainqueur du Championnat du Koweït (2) : 2005, 2007
- Vainqueur de la Coupe du Koweït : 2005
- Vainqueur de la Coupe des vainqueurs de coupes du Golfe : 2006
- Finaliste de la Ligue des champions d'Asie (2) : 2005 , 2007
- 3e place du Championnat arabe des clubs champions : 2005

 Al-Fahaheel
- Vainqueur du Championnat du Koweït (2) : 2010, 2011
- Vainqueur de la Coupe du Koweït : 2011

 Koweït SC
- Vainqueur du Championnat du Koweït (8) : 2013, 2014, 2015, 2016, 2017، 2018, 2019, 2025
- Vainqueur de la Coupe du Koweït (6) : 2014, 2015, 2016, 2017، 2018, 2019
- 3e place de la Coupe du Koweït : 2013
- Finaliste du Championnat arabe des clubs champions en 2012
- 3e place de la  Ligue des champions d'Asie : 2012

 Al Arabi
- Finaliste de la Coupe du Koweït : 2020
- 3e place du Championnat du Koweït : 2021
- 3e place de la Coupe du Koweït : 2021

 Burgan SC
- 4e place de la Coupe du Koweït : 2022

#### Équipes nationales d'Algérie jeunes et junior
- 14e place au Championnat du monde jeunes : 2009 ( Tunisie)[2]
- 19e place au Championnat du monde junior : 2009 ( Égypte) [3]

#### Équipe du Koweït  de handball
- 3e place aux Jeux asiatiques :  2023
- 8e place aux éliminatoires asiatiques pour les Jeux olympiques de 2024
- 4e place au Championnat d'Asie  2024